# FirstEnergy
FirstEnergy Corp – електрична компанія зі штаб-квартирою в Акроні, штат Огайо. Він був заснований, коли Ohio Edison придбав Centerior Energy у 1997 році. Її дочірні компанії та філії займаються розподілом, передачею та виробництвом електроенергії, а також управлінням енергією та іншими пов’язаними з енергією послугами. Десять компаній-операторів електроенергетики складають одну з найбільших у Сполучених Штатах комунальних компаній, що належать інвесторам, яка обслуговує 6 мільйонів клієнтів у межах 170 000 000 км² територія штатів Огайо, Пенсільванія, Західна Вірджинія, Вірджинія, Меріленд, Нью-Джерсі та Нью-Йорк. Його генеруючі дочірні компанії контролюють понад 16 000 мегават потужності, а його розподільні лінії охоплюють понад 294 000 миль. У 2018 році FirstEnergy зайняла 219 місце в рейтингу Fortune 500 найбільших державних корпорацій США за доходом.

## Історія

### Огайо Едісон
Огайо Едісон Company (раніше OEC на NYSE)  була публічною холдинговою компанією, яка розпочалася в 1930 році з консолідації 200 електричних компаній. До 1950 року вона закінчилася з двома комунальними експлуатаційними компаніями, Pennsylvania Power і Ohio Edison. Вона продовжувала існувати до 1997 року, коли її злиття з Centerior утворило FirstEnergy.

#### Дочірні компанії
- У 1944 році Pennsylvania Power Company стала дочірньою компанією Ohio Edison і зараз є однією з десяти діючих комунальних компаній.
- У 1950 році Ohio Edison Company об'єдналася з Ohio Public Service Company, яка продовжила працювати під новою назвою Ohio Edison. Зараз це одна з десяти операційних компаній FirstEnergy і головний постачальник електроенергії для північно-східного Огайо за межами самого Клівленда.

### Centerior

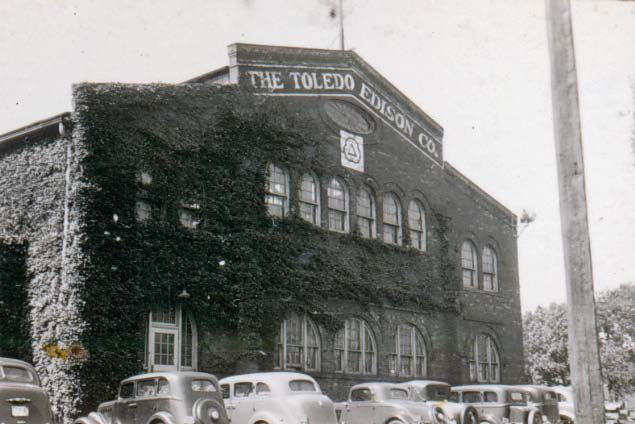
Будівля Toledo Edison Company, 1002 Delaware Avenue, Toledo, Ohio, приблизно 1937 рік

Centerior Energy Corporation (раніше CX на NYSE) була створена в 1986 році в результаті злиття двох старих операційних компаній. Centerior була заснована в Індепенденсі, штат Огайо, і існувала як публічна холдингова компанія протягом десяти років, доки її злиття з Ohio Edison не сформувало FirstEnergy у 1997 році:

### Запропоновані закриття електростанції та порятунок
У березні 2018 року компанія FirstEnergy оголосила про закриття атомної електростанції Perry Nuclear Generating Station і Davis-Besse Nuclear Power Station в Огайо, а також атомної електростанції Beaver Valley у Пенсільванії. Після цього в серпні 2018 року було оголошено про закриття двох вугільних електростанцій, електростанції WH Sammis у Стратоні, штат Огайо, та електростанції Брюса Менсфілда в Шіппінгпорті, штат Пенсільванія, до червня 2022 року.

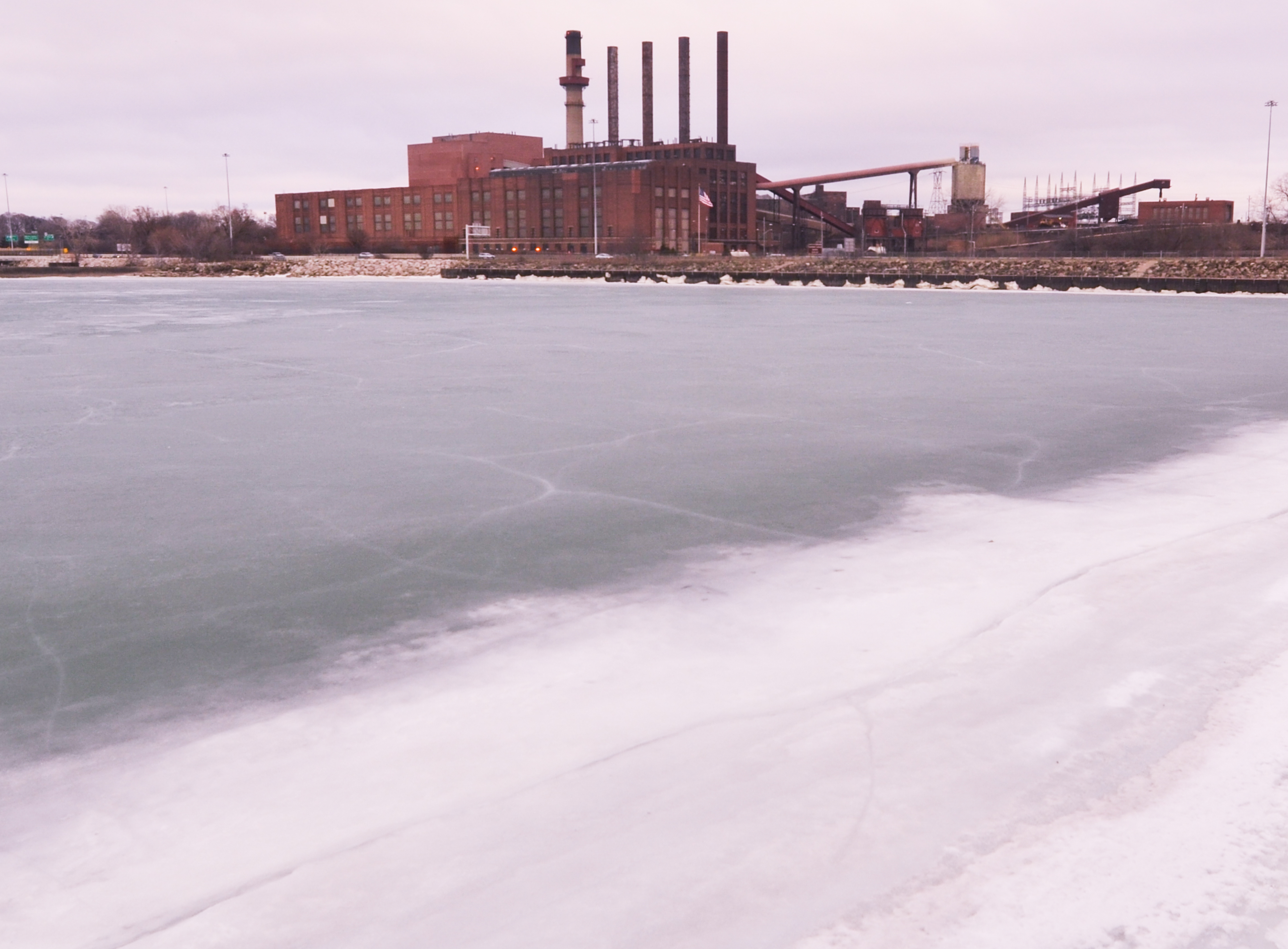
Завод LakeShore у Клівленді, штат Огайо, як видно взимку 2013 року. Пізніше цей завод було знесено у 2017 році.

## Керівники
Чарльз Е. Джонс був президентом і головним виконавчим директором FirstEnergy з 2015 року до його припинення 29 жовтня 2020 року.
29 жовтня 2020 року Стівен Е. Стра був призначений виконуючим обов’язки генерального директора FirstEnergy.

## Відомі аварії та інциденти
- Відключення електроенергії в Північній Америці в 2003 році було частково пояснено нездатністю FirstEnergy обрізати дерева навколо високовольтних ліній у певному секторі Огайо; спека та надзвичайні потреби в електроенергії спричинили провисання ліній, контакт з деревами та спричинення спалаху[9].
- У п'ятницю, 20 січня 2006 року, FirstEnergy визнала факт приховування серйозних порушень техніки безпеки колишніми працівниками атомної електростанції Davis-Besse і прийняла угоду про визнання провини з Міністерством юстиції США замість можливого федерального кримінального переслідування. Угода про визнання провини стосується виявлення в березні 2002 року сильної корозії в резервуарі під тиском ядерного реактора, який міститься в будівлі захисної оболонки станції. Згідно з угодою, компанія погодилася сплатити штрафи в розмірі 23 мільйони доларів США, а також додаткові 5 мільйонів доларів США на дослідження альтернативних джерел енергії та Habitat for Humanity, а також на оплату витрат, пов’язаних з федеральним розслідуванням. Крім того, двох колишніх співробітників і одного колишнього підрядника було звинувачено в тому, що вони протягом кількох років навмисно вводили в оману інспекторів Комісії ядерного регулювання (NRC) у численних документах (включаючи одну відеоплівку), приховуючи докази того, що корпус реактора піддався серйозному роз’їданню борною кислотою . Максимальне покарання для трьох – 25 років позбавлення волі. В обвинувальному акті згадуються й інші працівники, які надали перевіряючим неправдиву інформацію, але не називаються їхні імена.
- У 2005 році NRC визначив два попередніх інциденти на Дейвіс-Бессе як серед п’яти найпоширеніших подій (за винятком фактичної катастрофи на Три-Майл-Айленді), які, найімовірніше, призвели до ядерної катастрофи у випадку наступної невдачі[10][11].